# Ruy Díaz de Guzmán
Ruy Díaz de Guzmán (geb. 1554 in Asunción; gest. 1629 ebenda) war ein paraguayischer Entdecker und Kolonisator der Region Platense. Er war ein Enkel von D. Irala, ein meticcio.
Der Konquistador, Kolonialbeamte und Chronist, der in Asunción im Gouvernement des Río de la Plata und Paraguays geboren wurde, gilt auch als der erste Mestize spanisch-guaranischer Abstammung, der die Geschichte der Region La Plata aufzeichnete.  
Er nahm er an Forschungsreisen und Stadtgründungen teil (Villa Rica, Salta, Santiago de Jerez, San Pedro de Guzmán), bekleidete verschiedene Ämter und bereiste mehrmals die Region zwischen Tucumán, Paraguay und Charcas. Wichtig ist sein historisch-demografisches Werk La Argentina, or Anales del descubrimiento, población y conquista del Río de la Plata (Argentinien, oder Annalen der Entdeckung, Besiedlung und Eroberung des Río de la Plata), das ca. 1612 geschrieben und 1835 erstmals gedruckt wurde.
Die Tragödie Siripo (1789) des argentinischen Schriftsteller Manuel José de Lavardén (1754–1809) basiert auf der leyenda von Ruy Díaz de Guzmán aus Kapitel VII seines Werks La Argentina.